# ژوزه مکیا
ژوزه مکیا (پرتغالی: Pepe؛ زادهٔ ۲۵ فوریهٔ ۱۹۳۵) مربی فوتبال اهل برزیل است.
از باشگاه‌هایی که در آن بازی کرده‌است می‌توان به سانتوس اشاره کرد.
وی همچنین در تیم ملی فوتبال برزیل بازی کرده‌است.